# نجمية المظهر (نبات)
نجمية المظهر (الاسم العلمي: Asteropsis)، جنس نباتات مُزهرة في أمريكا الجنوبية من قبيلة النجماوية ضمن فصيلة النجمية.
الأنواع
- Asteropsis macrocephala Less. - الأوروغواي، ريو غراندي دو سول
- Asteropsis megapotamica (Spreng.) Marchesi & al. - ريو غراندي دو سول